# Mastro Titta, il boia di Roma: memorie di un carnefice scritte da lui stesso
Mastro Titta, il boia di Roma: memorie di un carnefice scritte da lui stesso è una biografia romanzata, in chiave anticlericale, scritta da un anonimo ottocentesco e falsamente attribuita al famoso boia di Roma, Mastro Titta.
Fu pubblicato a dispense dall'editore romano Pierini nel 1891. Di attribuzione incerta, si pensa che possa essere stata scritta da Ernesto Mezzabotta prendendo spunto dagli appunti effettivamente tenuti dal boia e ritrovati nel 1886.